# Lithophyllum byssoides
Lithophyllum byssoides (Lamarck) Foslie, 1900 é o nome botânico de uma espécie de algas vermelhas pluricelulares do gênero Lithophyllum, família Corallinaceae.
- São algas marinhas encontradas na Europa, África, algumas ilhas do Atlântico e Pacífico.

## Sinonímia
- Lithophyllum lichenoides Philippi, 1837
- Lithothamnion byssoides (Lamarck) Philippi, 1837
- Lithothamnium byssoides (Lamarck) Philippi, 1837
- Melobesia lichenoides (Philippi) Endlicher, 1843
- Goniolithon byssoides (Lamarck) Foslie, 1898
- Titanoderma byssoides (Lamarck) Y.M. Chamberlain & Woelkerling, 1988